# Mulberry (Ohio)
Mulberry es un lugar designado por el censo ubicado en el condado de Clermont en el estado estadounidense de Ohio. En el Censo de 2010 tenía una población de 3323 habitantes y una densidad poblacional de 806,93 personas por km².

## Geografía
Mulberry se encuentra ubicado en las coordenadas 39°11′51″N 84°15′4″O / 39.19750, -84.25111. Según la Oficina del Censo de los Estados Unidos, Mulberry tiene una superficie total de 4.12 km², de la cual 4.12 km² corresponden a tierra firme y (0%) 0 km² es agua.

## Demografía
Según el censo de 2010, había 3323 personas residiendo en Mulberry. La densidad de población era de 806,93 hab./km². De los 3323 habitantes, Mulberry estaba compuesto por el 94.97% blancos, el 2.08% eran afroamericanos, el 0.18% eran amerindios, el 0.99% eran asiáticos, el 0.06% eran isleños del Pacífico, el 0.6% eran de otras razas y el 1.11% pertenecían a dos o más razas. Del total de la población el 1.29% eran hispanos o latinos de cualquier raza.